# Bibliothèque publique d'Alma
La Bibliothèque publique d'Alma est située au centre-ville d'Alma, dans la région du Saguenay-Lac-Saint-Jean, au Québec. 
Construite en 1994 d'après des plans de la firme Anicet Tremblay et Serge Harvey architectes, elle est la seule bibliothèque publique autonome sur le territoire de la MRC Lac-Saint-Jean Est. La nouvelle bibliothèque d'Alma a été inaugurée le 13 avril 1994 après une longue période de construction et de négociations qui avait commencé en 1990 lorsque le comité culturel a proposé la création d'une nouvelle bibliothèque qui serait financée à 65 % par le Ministère des Affaires culturelles et la Compagnie Alcan et où la municipalité ne devrait contribuer qu'à hauteur de 700 000 dollars canadiens. Cependant, en 1992, la municipalité a envisagé de retarder de deux ans le projet de la nouvelle bibliothèque, mais la population locale a fait tout son possible pour avoir sa bibliothèque qui, une fois inaugurée, serait trois fois plus grande que l'ancienne bibliothèque, avec une centaine de places et un peu plus de soixante-dix mille documents. 

## Description
L'abonnement à la bibliothèque est gratuit pour tous les citoyens d'Alma. La collection comprend des documents imprimés et numériques, des périodiques, des séries télévisées, des films, des jeux, de la musique et des casse-têtes.
La bibliothèque compte actuellement trois points de service : la bibliothèque centrale et les deux petites bibliothèques affiliées au Réseau des bibliothèques du Saguenay-Lac-St-Jean qui desservent les résidents des secteurs Delisle et St-Cœur-de-Marie. Ces bibliothèques de quartier sont entièrement gérées par des équipes de bénévoles. Et depuis janvier 2019, la bibliothèque propose également l'Unité médialab qui est le seul laboratoire de création présent dans la région du Saguenay-Lac-Saint-Jean où la Ville d'Alma offre un tout nouveau laboratoire de création et d'expérimentation numérique dans le but d'initier petits et grands aux nouvelles technologies. De plus, des cliniques de dépannage informatisées sont proposées aux personnes âgées dans le but de réduire l'écart numérique entre les différents groupes d'âge de la municipalité.

## Historique

### Des débuts difficiles (1947-1978)
C'est en 1947 qu'un tout premier service de bibliothèque est implanté sur le territoire par la section Jeunesse ouvrière chrétienne de Saint-Joseph d'Alma. Le coût d'un abonnement est fixé à 1,00 $ et le prix d'un emprunt est de 0,05 $. 
Dès 1952, un comité de la Société Saint-Jean-Baptiste d'Alma se mobilise afin de développer un service de bibliothèque grâce aux dons de la population. Une première bibliothèque comptant plus de 4 000 volumes est inaugurée le 24 avril 1953 dans les locaux de la Société, situés dans l'actuel édifice Paul-Tremblay. L'abonnement à la bibliothèque Saint-Jean-Baptiste est gratuit, mais un dépôt de 2,00 $ est exigé pour emprunter un livre. Après une dizaine d'années d'opération, la Société Saint-Jean-Baptiste peine à maintenir et développer le service, faute de revenus suffisants. Les pressions visant la prise en charge de la bibliothèque par l'organisation municipale se font alors plus insistantes, puisque ce statut permettrait l'accès à des subventions ministérielles.   
La toute première bibliothèque municipale est inaugurée le 28 janvier 1968 dans les locaux de l'école Curé-Lavoie (un pavillon qui est aujourd'hui annexé aux installations du Collège d'Alma). Ce service est le fruit d’une collaboration entre la Cité d’Alma, la commission scolaire du Lac-Saint-Jean et la Société Saint-Jean Baptiste, qui fait don de ses collections à la nouvelle administration. À son ouverture, cette bibliothèque est réservée aux adultes seulement et compte 8 000 volumes. Après neuf mois d’opération, la bibliothèque compte 1 100 usagers. Afin de pouvoir bénéficier de subventions ministérielles, le conseil municipal adopte en 1969 le « règlement 365 », qui officialise l'engagement de la Cité d'Alma à maintenir un service de bibliothèque municipale gratuit sur son territoire.   
En 1972, la cohabitation de la bibliothèque avec le milieu scolaire révèle certains inconvénients, notamment les contraintes d'accès pour le public. Une expérience de « décentralisation » des services est alors tentée afin de mieux répondre aux besoins de la population : des succursales sont ouvertes dans le centre-ville, à l’hôpital d'Alma et dans le quartier Saint-Pierre. Ces deux dernières sont abandonnées après quelque temps, la formule se révélant difficile à opérer. La succursale du centre-ville, installée sur la rue Collard dans un local en location de 1 500 pieds carrés répartis sur deux étages, devient alors l'unique point de service. À cette époque, la collection compte environ 14 000 livres, dont des volumes pour les enfants.     
Les dimensions restreintes du local poussent la municipalité à envisager un nouveau déménagement pour la bibliothèque à partir de 1977, année où les acquisitions de livres ont dû être limitées en raison d'un manque d'espace pour développer les collections. En 1979, une première bibliothécaire professionnelle est embauchée afin de « diriger ce département du service des loisirs ».    

### Les années de croissance (Depuis 1979)

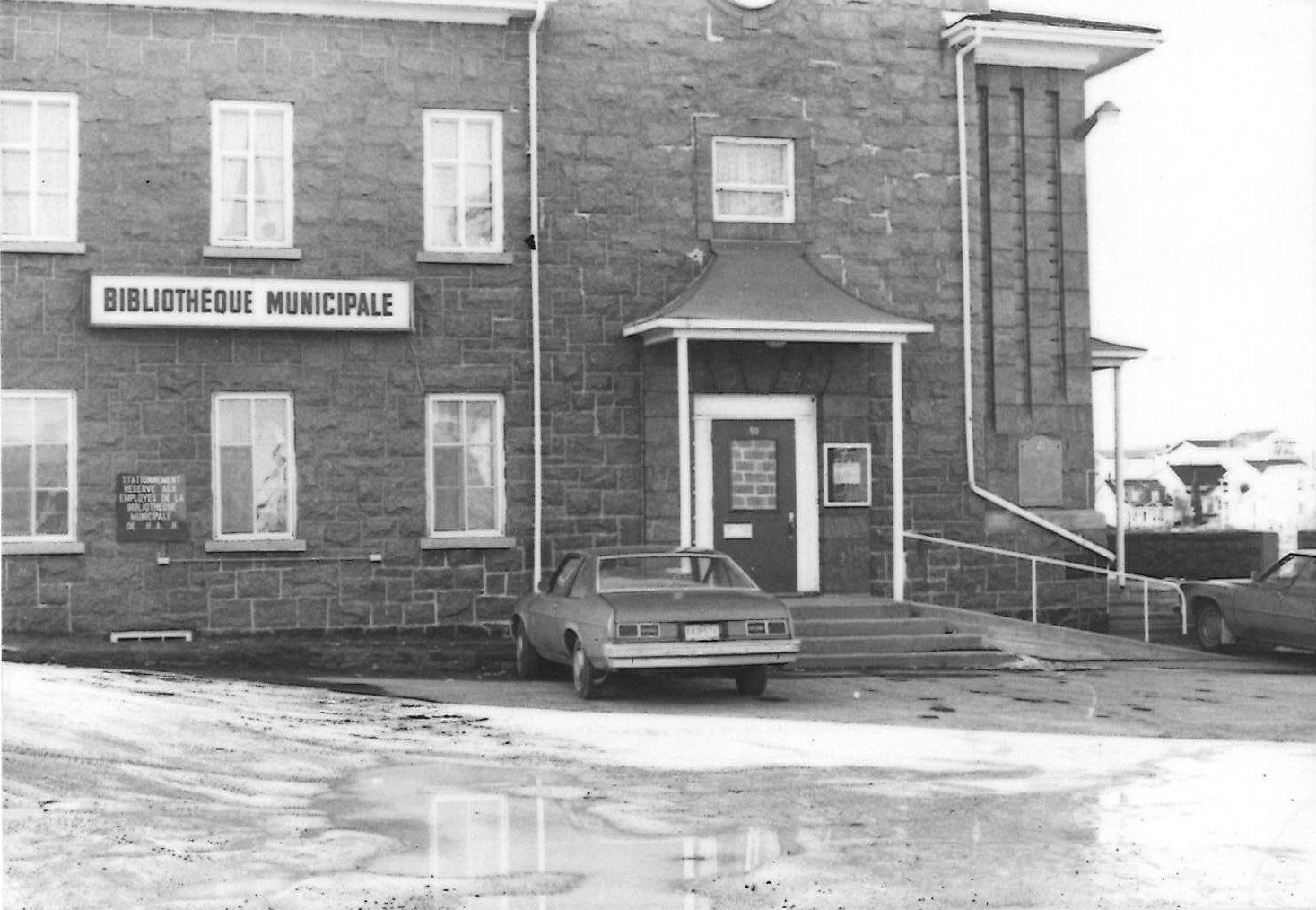
En 1979, la bibliothèque municipale s'installe au 50, rue St-Joseph à Alma, aujourd'hui baptisé Édifice Paul-Tremblay.

En 1979, après six mois de fermeture, la bibliothèque municipale accueille ses usagers dans un nouvel espace au rez-de-chaussée du 50, rue Saint-Joseph, un édifice appartenant à la Ville d'Alma. Le bâtiment, qui abritait auparavant l'Unité sanitaire de la municipalité, a été rénové selon les besoins de sa nouvelle vocation grâce à un investissement d'environ cent mille dollars.            
En 1982, une équipe de 14 employés, dont une bibliothécaire et deux techniciennes en documentation, œuvrent à développer les collections et les services de la bibliothèque. Le nombre d'abonnés a quadruplé depuis le déménagement, atteignant approximativement 6 000 usagers. Les lieux sont ouverts une trentaine d'heures par semaine et des activités culturelles et éducatives s'ajoutent à la programmation.  
Actuellement et selon les statistiques de StatBib 2018, la ville d'Alma possède une collection de 94 881 documents, pour une population de 33 337 habitants, dont 34 % sont inscrits à la bibliothèque et qui effectuent un total de 178 221 prêts. Tout ce travail se fait grâce au travail de deux techniciens en documentation et d'un bibliothécaire, le nombre de bénévoles est inconnu.
En 2020, la bibliothèque mène une initiative de distribution de livres dans des maisonnettes réparties dans différents quartiers de la ville. Fin 2021, des travaux de rénovation au rez-de-chaussée sont effectués.